# Mount Hector, Antarktis
Mount Hector är ett berg i Antarktis. Det ligger i Västantarktis. Argentina, Chile och Storbritannien gör anspråk på området. Toppen på Mount Hector är 2 225 meter över havet.
Terrängen runt Mount Hector är bergig åt sydväst, men åt nordost är den kuperad. Trakten är obefolkad. Det finns inga samhällen i närheten.